# Paperolimpiadi
Paperolimpiadi è una storia a fumetti che si sviluppa su Topolino dal numero 1705 al numero 1712, in occasione delle Olimpiadi di Seoul, ed è stata sceneggiata e disegnata da Romano Scarpa, con le chine di Valerio Held, Sandro Del Conte, Maurizio Amendola e Luciano Gatto. Racconta la vicenda della premonitor, una macchina in grado di prevedere il futuro, in possesso di Paperon de' Paperoni, che la vuole utilizzare per scopi danarosi, ma una volta recuperata la telecamera, finita in mano a Gambadilegno, in diretta TV sarà autore di un catastrofico flop.
La storia è fra le più lunghe in assoluto della testata, con 250 pagine, ed è la più lunga disegnata da un unico autore. Fin dalla sua uscita ha ottenuto molti elogi ed è una delle più famose disegnate da Scarpa, a tal punto da essere riproposta più volte nel corso degli anni.
Oltre a coinvolgere i paperi, la storia vedrà anche nel corso della storia la presenza di alcuni personaggi di Topolinia.

## Trama

### Introduzione
In una città del Nord Europa Archimede Pitagorico viene premiato con il prestigioso premio Snobbel per la sua ultima invenzione: delle lenti create con uno speciale cristallo detto Vidrium che stimolano l'umorismo. Queste lenti sono un prodotto di Paperon de' Paperoni, in aperta concorrenza con Rockerduck. Anche Brigitta McBridge e Filo Sganga sono interessati all'affare e quando scoprono che Rockerduck aveva intenzione di sabotare Paperone, decidono di aiutare il miliardario in cambio di un compenso in denaro. Intanto Archimede scopre che gli ultimi strati di silice viola, materiale indispensabile per la costruzione delle lenti speciali, si trovano nella Death Valley, e Paperone decide di intraprendere una spedizione nel deserto. Dopo che Paperoga e Sgrizzo Papero gli distruggono il garage, è finalmente pronto a partire. Giunge nel deserto, senza accorgersi di essere seguito da Rockerduck e da Sganga.

### La silice viola del deserto
Paperone, dopo numerose ricerche, si accorge della presenza dei due rivali, e i tre iniziano a litigare. Durante la zuffa, Sganga trova casualmente la silice viola, ne riempie un sacchetto e parte in automobile, inseguito dai due miliardari. A causa del vento del deserto che si alza, i tre rimangono coinvolti in un incidente e sfasciano le loro vetture. Avanzano dunque nel deserto alla ricerca di acqua, ma proprio mentre stanno per perdere la speranza di uscirne vivi, vengono trovati il giorno dopo da Brigitta, che la sera stessa li accompagna da Cavillo Busillis per risolvere legalmente la questione della silice viola. Dal verdetto però risulta che il sacchetto non appartiene a nessuno dei tre. In quell'occasione si scopre che Filo per errore aveva preso della volgarissima silice ocracea, in quanto daltonico. Poco dopo Sganga salta sull'auto di Brigitta e se ne va, inseguito dai due miliardari, il tutto sotto gli occhi di Qui, Quo e Qua.

### Kim-Don-Ling & Chen-Dai-Lem story
La mattina dopo i tre nipotini incontrano il loro amico giornalaio Kim-Don-Ling, che si sta allenando per le Olimpiadi in Corea del Sud, in quanto milita nella squadra di pallavolo di Paperopoli. Nell'occasione di un incidente all'occhio di Quo Kim, con una misteriosa polvere azzurra, guarisce immediatamente la ferita del nipotino. I tre gli chiedono come se l'era procurata, e lui racconta che una misteriosa meteora si era depositata nel paiolo di un'eremita che viveva su un altopiano nei pressi della frontiera della Corea, Mae Wang, la quale scoprì che essa era in grado di guarire le piccole ferite. Rivela anche l'amicizia che lo legava a Chen-Dai-Lem, una sua amica Nord Coreana che perse di vista da bambino, della situazione socio - politica del suo paese e di quando lasciò la Corea per andare a Paperopoli. I tre nipotini chiedono di far esaminare la polverina ad Archimede, e Kim gliela regala.

### La videocamerapremonitor
Mentre i tre paperotti portano la polvere ad Archimede incontrano Trudy, la fidanzata di Pietro Gambadilegno, che intuendo che quella polverina fosse qualcosa di importante, piazza addosso a loro delle microspie senza che se ne accorgano. Archimede inserisce nella macchina esaminatrice la polverina, e ne esce uno strano apparecchio che ricorda molto quelli fotografici. Studiandone la derivazione, il brillante genio intuisce che quella è una macchina che prevede il futuro imminente. Appresa la notizia, Trudy insieme al fidanzato e a Plottigat progetta un piano per impadronirsi di quello speciale apparecchio. A Topolinia vengono inviati dei poliziotti paperopolesi a prelevare il trio, ma gli agenti altri non sono che i Bassotti camuffati, i quali ascoltano il piano preparato da Plottigat. Grazie ad un trucco geniale uno di loro riesce a penetrare nel deposito e a rubare la premonitor (nome dato alla macchina). Quando la consegnano a Gambadilegno però quest'ultimo li chiude in cantina, non essendo intenzionato a dividere la premonitor con i colleghi di Paperopoli. Successivamente lascia Paperopoli con i complici per dirigersi a Topolinia. Vistosi derubato della premonitor, Paperone fa arrestare i Bassotti e si rivolge a Topolino per fermare Gambadilegno.

### Caccia ai ladri
Dopo aver spiegato tutti i dettagli all'amico, Paperone se ne va. A questo punto Topolino, assistito da Bruto, scopre che Gamba e soci puntavano a vincere scommesse per comprare un terreno ricco d'oro in Africa e un translatlantico, ma non solo: i tre infatti volevano anche conquistare Wall Street. Dopo aver accumulato una discreta somma, Trudy e Gamba partono per Gali - Gali, isola nell'Oceano Pacifico senza radio, televisione e apparecchi telefonici e telegrafici. Plottigat resta a Topolinia dove, sotto mentite spoglie, inizia a fare vincite favolose, grazie ai verdetti della premonitor, che i suoi due complici avevano portato con sé. Grazie ad un travestimento Topolino e Gancetto lo precedono per il volo a Gali - Gali. Una volta sull'isola vengono scoperti ed attaccati dai due nemici e stanno per avere la peggio, quando sopraggiunge la polizia locale che li arresta. La premonitor è nuovamente in mani sicure.

### Tutti a Seul
Paperone e nipoti attendono con ansia notizie da Topolino, e quando riescono ad averle tirano un grosso sospiro di sollievo. Stabiliscono con l'amico di incontrarsi in Corea, e ne approfittano per accompagnare Kim - Dom - Ling dalla sua squadra. Giunti in Corea, Topolino e Gancetto dapprima avvistano con la premonitor un ufo, poi incontrano una ragazza Nord Coreana, che afferma di chiamarsi Chen-Dai-Lem, e firma con il suo nome il pallone usato da Topolino per nascondere la premonitor. Tornata finalmente a Paperone, la macchina ora potrà essere usata dal miliardario per i suoi scopi. Dopo aver scoperto che Chen-Dai-Lem era da qualche parte in Corea, i paperi guardano il filmato registrato da Topolino sul presunto ufo, riconoscendo l'astronave di re Ducklien, che stava per giungere di nuovo sulla Terra.

### La minaccia dei Paperoidi
Paperone è combattuto se restare o meno in Corea, temendo per il suo deposito. I Paperoidi atterrano però sull'altopiano dove viveva ancora Mae - Wang l'eremita, la quale li addormenta mettendo del sonnifero nel minestrone. Kim, venuto a fare una visita alla donna, avvisa Paperino della presenza dei Paperoidi in Corea, e tutti si recano sull'altopiano, dove Paperone scopre che il suo avversario era tornato sulla Terra perché gli serviva oro per riattivare i propulsori della sua astronave. L'oro che aveva scelto era quello che sarebbe spettato agli atleti dell'Olimpiade. Ducklien allora è intenzionato a far gareggiare i suoi atleti alle Olimpiadi per conquistare lealmente quell'oro. Contro i Paperoidi nessun terrestre avrebbe potuto averla vinta, ma Kim, per mezzo di uno stimolante energetico datogli da Mae - Wang, sfida in quattro prove scelte da lui gli alieni, vincendole tutte sotto gli occhi increduli di Ducklien, che è costretto a rinunciare all'oro a cui tanto agognava. Intanto Mae - Wang, vogliosa di distruggere la premonitor, di cui Kim le aveva parlato, con un liquido corrosivo surriscalda l'apparecchio senza essere vista. Intanto Paperone, per ricompensare Ducklien della sua sportività, dà a lui un'enorme medaglia d'oro, che gli permetterà di riattivare i propulsori dell'astronave.

### W i giochi coreani
Superata l'insidia Paperoidi, Paperone si concentra sulla premonitor, desideroso di sfruttarla per sapere in anticipo gli esiti delle gare dell'Olimpiade. Intanto Kim scopre la presenza di Chen nelle vicinanze, e in lui si riaccendono le speranze di ritrovarla. Nel frattempo la premonitor, per il liquido corrosivo di Mae Wang, va fuori uso proprio mentre Paperone stava lanciando tramite un filmato l'invenzione in tutto il mondo, ed il miliardario ottiene una figuraccia colossale. Poco dopo, per mezzo di un video filmato da Paperino Kim scopre che Chen sarebbe stata schiacciata venti minuti dopo da un gigantesco pallone aerostatico, bucato da un airone mentre faceva il bagno nella piscina dell'hotel "Airone". Quindi si reca immediatamente sul posto per salvarla, e ci riesce. Finalmente Kim e Chen si riuniscono, e tra loro nasce una tenera storia d'amore. I paperi tornano quindi a Paperopoli, con Qui, Quo, Qua che chiudono la storia con una bellissima frase: non ha senso conoscere in anticipo i risultati sportivi, altrimenti non ci sarebbe gusto a vederli, e con Paperone che deve rinunciare ai suoi sogni di ricchezza.

## Storia editoriale
La saga si compone di 12 numeri, pubblicati settimanalmente su Topolino, a partire dal n. 1705 fino al 1712. La prima riproposizione della saga è avvenuta otto anni dopo, interamente ristampata nel volume Disney Olimpiadi del 1996. Nel 2008 Paperolimpiadi venne ripubblicata nel fumetto omonimo, facente parte della collana Super Disney (n. 14). Quattro anni più tardi, nel 2012, la storia troverà spazio nel quattordicesimo volume della collana Tesori Disney. Nel 2014 la saga venne ristampata integralmente nel quarantaduesimo numero de Le grandi storie Disney - L’opera omnia di Romano Scarpa, in quella che è, ad oggi, l’ultima versione pubblicata della saga.

## Curiosità
- Quando venne citata la lunghezza della storia, di 250 pagine, ci si accorse che ne mancava una. Inizialmente si ritenne che fosse un errore di lunghezza, ma, analizzando la storia, si può notare che alla fine del terzo episodio Kim-Dom-Ling lascia la quercia dove si stava riposando con i nipotini e se ne va. All'inizio dell'episodio successivo si vedono Qui, Quo e Qua che riflettono sulla misteriosa polverina azzurra di Kim, ma come potevano farlo, se il loro amico non gliel'aveva consegnata? All'inizio si ritenne che si trattasse di un'incongruenza, ma gli esperti hanno notato che alla fine del terzo episodio vi è la scritta lo scoprirete nella prossima puntata, che era stata chiaramente aggiunta. Probabilmente la pagina fu tolta per dar maggiore spazio alla pubblicità, anche se il vero motivo della scelta è ignoto. In ogni caso grazie a degli studi ben precisi di Olaf Solstrand la pagina è stata ricostruita e pubblicata su alcuni siti Internet con l'apposita traduzione italiana. Nelle versioni straniere la pagina è regolarmente a posto, mentre in Italia sul volume Tesori Disney, del 2012, la pagina è stata finalmente inserita anche se ne sono state tolte quattro dal primo episodio.
- Il premio Snobbel consegnato ad Archimede all'inizio della storia è una parodia del celebre Premio Nobel.

## Personaggi

### Personaggi di Paperopoli
- Paperino
- Paperon de' Paperoni
- Rockerduck
- Filo Sganga
- Brigitta McBridge
- Archimede Pitagorico
- Qui, Quo e Qua
- Banda Bassotti
- Sgrizzo Papero
- Paperoga
- Cavillo Busillis

### Personaggi di Topolinia
- Plottigat
- Topolino
- Bruto
- Trudy
- Pietro Gambadilegno
- Commissario Basettoni
- Ispettore Manetta